# Pier Silvio Berlusconi
Pour les articles homonymes, voir Berlusconi (homonymie).
Pier Silvio Berlusconi, né le 28 avril 1969 à Milan, est un homme d'affaires et dirigeant de société italien. Il est le fils de l'ancien président du Conseil Silvio Berlusconi et de l'ex-épouse de celui-ci, Carla Elvira Dall'Oglio.

## Biographie

### Biographie professionnelle
Fils de Silvio Berlusconi et Carla Elvira Dall'Oglio, Pier Silvio Berlusconi commence sa carrière professionnelle dans les entreprises familiales.
En 1992, il a travaillé dans le marketing pour Publitalia '80, un poste qu'il a quitté pour rejoindre le réseau 1 avec la tâche de concevoir de nouveaux programmes pour les jeunes en Italie. En 1995, il a occupé des postes de responsabilité dans les politiques éditoriales des chaînes de Mediaset trois ans et en 1996 est chargé de la coordination des horaires. 
En 1999, il a été sous-directeur général contenues réseaux de télévision italienne (RTI) et vice-président du Conseil d'administration de la même société en tant que CEO. Depuis 2000, couvrant les rôles de vice-président du groupe Mediaset et président et chef de la direction de la RTI. 

## Vie privée
Pier Silvio Berlusconi est divorcé du mannequin Emanuela Mussida, mère de leur fille Lucrezia Vittoria, née en 1990. En couple avec l'animatrice de télévision Silvia Toffanin depuis 2001, l'homme d'affaires et sa compagne sont les parents de Lorenzo Mattia, né le 10 juin 2010 à Milan, et de Sofia Valentina née en 2015.